# Generador de gas

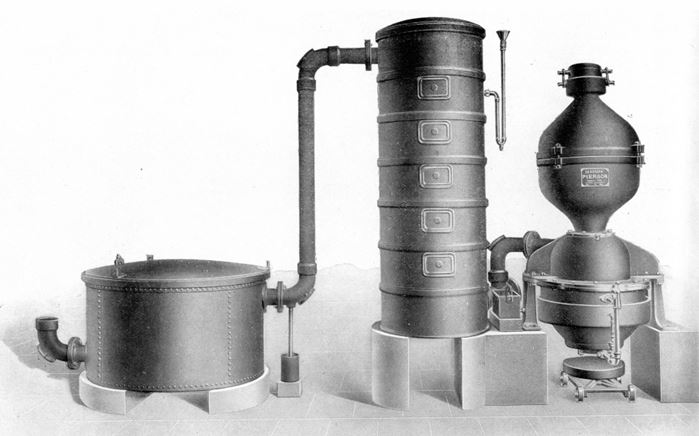
Imagen de un generador de gas Pierson

Un generador de gas  es, por lo general,  un dispositivo en cuyo interior mediante una reacción química una (o varias) sustancia en estado sólido o líquido desprende gas. La finalidad es producir grandes volúmenes de gas relativamente frío, en lugar de maximizar la temperatura y el impulso específico. Aunque sea relativamente frío puede superar los 600 °C. La relativa baja temperatura permite manipular el gas más fácilmente en muchas aplicaciones, sobre todo para mover turbinas. Generalmente se emplean cuando se necesitan grandes volúmenes de gas y su almacenamiento en forma de gas a presión es no aconsejable o poco práctico.

## Aplicaciones

### Aeronáutica
Un ciclo con generador de gas se refiere específicamente a una forma de diseño de un motor de cohete de combustible líquido turbo-alimentado, donde una parte de los propulsores se quema para impulsar una turbobomba, y el escape se vierte al exterior (por lo general a través de una tobera) en lugar de ser alimentado dentro de la cámara de combustión principal. Muchos propulsores de combustible líquido están diseñados de esta manera, por ejemplo, los motores J-2 del Saturno V. Por lo general, se emplea una mezcla muy rica en combustible para mantener la temperatura de la llama baja —son comunes razones oxidante/combustible por debajo de 0,5.
Otro buen ejemplo es el cohete V-2, que utilizaba la descomposición catalítica del peróxido de hidrógeno al mezclarlo con una solución líquida del catalizador permanganato de sodio en un generador de gas. Este se utiliza para impulsar la turbobomba principal que presurizaba e impulsaba el LOX y el etanol.

### Automoción
Un uso común de los generadores de gas es el Airbag de los automóviles. Una pequeña carga pirotécnica se utiliza generalmente para iniciar el proceso llenado de la bolsa.

### Medicina y laboratorio
Un generador de gas se puede emplear para obtener oxígeno puro.

### Energía
Generadores de gas pueden también ser utilizado para la alimentación de las unidades de potencia auxiliar y unidades de energía de emergencia. La hidracina se utiliza a menudo como combustible.

### Marina de guerra
Generadores de gas también se han utilizado para propulsar torpedos. El peróxido de hidrógeno se utiliza con frecuencia en tales aplicaciones mediante una turbina Walter.
También se pueden emplear para desalojar en caso de emergencia el agua de un tanque de lastre de un submarino.

## Reactivos comunes y reacciones utilizadas

### Peróxido de hidrógeno
El peróxido de hidrógeno se descompone en oxígeno y agua. Como peróxido de prueba de alta que se utiliza para torpedos de energía y, en algunos motores de cohetes.
{\displaystyle \quad 2H_{2}O_{2}\longrightarrow 2H_{2}O+O_{2}\quad \Delta H^{0}=-98.2~{\rm {kJ/mol}}}

### Hidracina
Hidracina se descompone en nitrógeno e hidrógeno. La reacción es fuertemente exotérmica y produce grandes volúmenes de gas caliente de pequeño volumen de líquido. Se utiliza en algunos motores de cohetes pequeños, y algunas unidades de potencia auxiliar, por ejemplo, en el transbordador espacial , y en unidades de energía de emergencia, por ejemplo, en los aviones F-16.
{\displaystyle \quad 3N_{2}H_{4}\longrightarrow 4NH_{3}+N_{2}\quad }
{\displaystyle \quad N_{2}H_{4}\longrightarrow N_{2}+2H_{2}\quad }
{\displaystyle \quad 4NH_{3}+N_{2}H_{4}\longrightarrow 3N_{2}+8H_{2}\quad }

### Cloratos y percloratos
Los cloratos y percloratos de sodio, potasio y litio se utilizan para la producción de oxígeno en generadores de oxígeno químicos .

### Azida de sodio
Azida de sodio se descompone exotérmicamente en sodio y nitrógeno. La reacción se empleaba en algunos diseños iniciales de los airbags.
{\displaystyle \quad 2NaN_{3}\longrightarrow 2Na+3N_{2}\quad }
El sodio resultante es peligroso, por lo que se añaden otros materiales, por ejemplo, nitrato de potasio y sílice, para convertirlo en silicato de vidrio.

## Propulsores de combustible sólido
Muchos combustible sólidos para cohetes pueden ser utilizadas como generadores de gas. Un ejemplo es el misil Scud.